# Divisione Nazionale 1935-1936 (rugby a 15)
La Divisione Nazionale 1935-36 fu l'8º campionato nazionale italiano di rugby a 15 di prima divisione.
Si tenne dall’8 dicembre 1935 al 13 aprile 1936 tra 15 squadre con un calendario a due fasi: una prima a gironi (tre da quattro ciascuno e uno da tre) e una seconda a eliminazione diretta con gare di andata e ritorno; a tale fase accedettero le prime due classificate di ogni girone.
La finale, in gara doppia tra GUF Torino e Amatori Milano, vide prevalere questi ultimi in entrambi gli incontri (11-3 fuori casa e 9-0 sul proprio terreno).
Dopo il breve intermezzo di Roma, quindi, lo scudetto tornò, per la settima volta su otto edizioni, alla squadra milanese.

## Squadre partecipanti
- Amatori Milano
- Bersaglieri BO
- Bersaglieri MI
- Bologna
- GUF Catania
- GUF Genova
- GUF Milano

- GUF Napoli
- GUF Padova
- GUF Parma
- GUF Roma
- GUF Torino
- GUF Trieste
- Rugby Roma
- Torino

## Prima fase

### Girone A
|      | Girone A                    |      |
| ---- | --------------------------- | ---- |
| 3-12 | GUF Genova — Amatori Milano | 0-17 |
| 3-14 | Torino — Amatori Milano     | 0-19 |
| 3-3  | GUF Genova — Torino         | 0-3  |

### Classifica
| Pos | Squadra        | G | V | N | P | PF | PS | DP  | Pt |
| --- | -------------- | - | - | - | - | -- | -- | --- | -- |
| 1   | Amatori Milano | 4 | 4 | 0 | 0 | 62 | 6  | +56 | 8  |
| 2   | Torino         | 4 | 1 | 1 | 2 | 9  | 36 | −27 | 3  |
| 3   | GUF Genova     | 4 | 0 | 1 | 3 | 6  | 35 | −29 | 1  |

### Girone B
|      | Girone B                        |       |
| ---- | ------------------------------- | ----- |
| 18-0 | Bersaglieri Milano — GUF Parma  | 6-0   |
| 15-0 | GUF Torino — GUF Milano         | 18-6  |
| 0-3  | GUF Parma — GUF Torino          | 10-41 |
| 6-0  | Bersaglieri Milano — GUF Milano | 15-0  |
| 3-3  | GUF Milano — GUF Parma          | 0-6   |
| 5-3  | GUF Torino — Bersaglieri Milano | 0-0   |

### Classifica
| Pos | Squadra        | G | V | N | P | PF | PS | DP  | Pt |
| --- | -------------- | - | - | - | - | -- | -- | --- | -- |
| 1   | GUF Torino     | 6 | 5 | 1 | 0 | 82 | 19 | +63 | 11 |
| 2   | Bersaglieri MI | 6 | 4 | 1 | 1 | 48 | 5  | +43 | 9  |
| 3   | GUF Parma      | 6 | 1 | 1 | 4 | 19 | 71 | −52 | 3  |
| 4   | GUF Milano     | 6 | 0 | 1 | 5 | 9  | 63 | −54 | 1  |

### Girone C
|      | Girone C                            |     |
| ---- | ----------------------------------- | --- |
| 9-0  | Bologna — GUF Trieste               | 9-0 |
| 10-3 | GUF Padova — Bersaglieri Bologna    | 5-6 |
| 6-0  | GUF Trieste — Bersaglieri Bologna   | 0-5 |
| 0-0  | Bologna — GUF Padova                | 3-0 |
| 0-6  | Bersaglieri Bologna — Rugby Bologna | 0-8 |
| 11-0 | GUF Padova — GUF Trieste            | 3-0 |

### Classifica
| Pos | Squadra        | G | V | N | P | PF | PS | DP  | Pt |
| --- | -------------- | - | - | - | - | -- | -- | --- | -- |
| 1   | Bologna        | 6 | 5 | 1 | 0 | 35 | 0  | +35 | 11 |
| 2   | GUF Padova     | 6 | 3 | 1 | 2 | 29 | 12 | +17 | 7  |
| 3   | Bersaglieri BO | 6 | 2 | 0 | 4 | 14 | 35 | −21 | 4  |
| 4   | CUS Trieste    | 6 | 1 | 0 | 5 | 6  | 37 | −31 | 2  |

### Girone D
|      | Girone D                 |      |
| ---- | ------------------------ | ---- |
| 12-3 | Rugby Roma — GUF Roma    | 31-0 |
| 6-4  | GUF Napoli — GUF Catania | 0-6  |
| 8-6  | GUF Roma — GUF Catania   | n.d. |
| 0-17 | GUF Napoli — Rugby Roma  | 0-53 |
| 33-3 | Rugby Roma — GUF Catania | n.d. |
| 6-0  | GUF Roma — GUF Napoli    | 6-6  |

### Classifica
| Pos | Squadra     | G | V | N | P | PF  | PS | DP   | Pt |
| --- | ----------- | - | - | - | - | --- | -- | ---- | -- |
| 1   | Rugby Roma  | 4 | 4 | 0 | 0 | 113 | 3  | +110 | 8  |
| 2   | GUF Roma    | 4 | 1 | 1 | 2 | 15  | 49 | −34  | 3  |
| 3   | GUF Napoli  | 4 | 0 | 1 | 3 | 6   | 82 | −76  | 1  |
| 4   | GUF Catania | 0 | 0 | 0 | 0 | 0   | 0  | 0    | 0  |

## Fase a eliminazione
|  | Quarti di finale | Quarti di finale | Quarti di finale | Quarti di finale | Quarti di finale |  |  | Semifinali     | Semifinali     | Semifinali     | Semifinali | Semifinali |   |   | Finale         | Finale         | Finale         | Finale | Finale |  |
|  |                  |                  |                  |                  |                  |  |  |                |                |                |            |            |   |   |                |                |                |        |        |  |
|  | Amatori Milano   | Amatori Milano   | Amatori Milano   | 11               | 8                |  |  |                |                |                |            |            |   |   |                |                |                |        |        |  |
|  | Bersaglieri MI   | Bersaglieri MI   | Bersaglieri MI   | 0                | 0                |  |  | Amatori Milano | Amatori Milano | Amatori Milano | 24         | 22         |   |   |                |                |                |        |        |  |
|  | Bologna          | Bologna          | Bologna          | 21               | 10               |  |  | Bologna        | Bologna        | Bologna        | 3          | 0          |   |   |                |                |                |        |        |  |
|  | GUF Roma         | GUF Roma         | GUF Roma         | 9                | 3                |  |  |                |                |                |            |            |   |   | Amatori Milano | Amatori Milano | Amatori Milano | 11     | 9      |  |
|  | GUF Torino       | GUF Torino       | GUF Torino       | 14               | 13               |  |  |                |                | GUF Torino     | GUF Torino | GUF Torino | 3 | 0 |                |                |                |        |        |  |
|  | Torino           | Torino           | Torino           | 0                | 3                |  |  | GUF Torino     | GUF Torino     | GUF Torino     | 8          | 3          |   |   |                |                |                |        |        |  |
|  | Rugby Roma       | Rugby Roma       | Rugby Roma       | 0                | 21               |  |  | Rugby Roma     | Rugby Roma     | Rugby Roma     | 3          | 6          |   |   |                |                |                |        |        |  |
|  | GUF Padova       | GUF Padova       | GUF Padova       | 0                | 0                |  |  |                |                |                |            |            |   |   |                |                |                |        |        |  |

### Finali
| Torino 5 aprile 1936 Finale andata            | GUF Torino | 3 – 11 referto | Amatori Milano |  |
| Poppa mt Cazzini Cesani tr Agosti c.p. Agosti |            |                |                |  |
|                                               |            |                |                |  |
| Poppa                                         | mt         | Cazzini Cesani |                |  |
|                                               | tr         | Agosti         |                |  |
|                                               | c.p.       | Agosti         |                |  |

| Milano 13 aprile 1936 Finale ritorno    | Amatori Milano | 9 – 0 referto | GUF Torino |  |
| Maffioli 20’ Cesani 23’ Campagna 34’ mt |                |               |            |  |
|                                         |                |               |            |  |
| Maffioli 20’ Cesani 23’ Campagna 34’    | mt             |               |            |  |

## Verdetti
- Amatori Milano: campione d'Italia.